# Полозков, Василий Иудович
Василий Иудович Полозков (13 января 1898 года, село Заполье, ныне Шиловский район, Рязанская область — 27 августа 1944 года, умер от ран на 2-м Украинском фронте) — советский военный деятель, генерал-майор танковых войск (15 декабря 1943 года).

## Начальная биография
Василий Иудович Полозков родился 13 января 1898 года в селе Заполье ныне Шиловского района Рязанской области.

## Военная служба

### Первая мировая и гражданская войны
В октябре 1917 года вступил в ряды красногвардейского отряда Обуховского района Петрограда, после чего принимал участие в ходе штурма Зимнего дворца, а затем в боевых действиях под Петроградом за Пулковские высоты и Царское Село в ходе подавления антисоветского восстания под руководством Керенского и Краснова. С декабря того же года Полозков в составе красногвардейского отряда под командованием Р. Ф. Сиверса принимал участие в боевых действиях против войск под командованием генерала А. М. Каледина на Дону.
В феврале 1918 года вступил в ряды РККА, после чего был направлен в конный отряд ВЧК Обуховского района Петрограда. С мая 1919 года, находясь на должности командира взвода 1-го сводного Гатчинского полка (Петроградский фронт), принимал участие в боевых действиях против войск под командованием генерала Н. Н. Юденича, а затем с октября того же года командовал взводом и ротой в составе 4-го запасного пехотного полка, дислоцированного в Твери. Вскоре был направлен на учёбу на 2-е советские пехотные курсы.
С мая 1920 года, находясь на должности командира взвода в составе сводной бригады курсантов на Южном фронте, принимал участие в ходе боевых действий против войск под командованием генерала П. Н. Врангеля.

### Межвоенное время
После окончания курсов Полозков был направлен на учёбу в 1-ю, а затем в 6-ю кавалерийскую школу, дислоцированную в Таганроге, после окончания которой с 1924 года служил в 26-м кавалерийском полку (5-я кавалерийская дивизия) на должностях командира взвода и эскадрона. С 1925 по 1926 годы принимал участие в боевых действиях против бандитизма на Северном Кавказе.
После окончания Военной академии имени М. В. Фрунзе и курсов усовершенствования командного состава в 1932 году был назначен на должность начальника штаба 1-го механизированного полка (1-я кавалерийская дивизия), а в феврале 1934 года — на должность командира 18-го механизированного полка (32-я кавалерийская дивизия).
С декабря 1935 по январь 1937 года Полозков находился в правительственной командировке в Японии, за работу во время которой был награждён орденом Красной Звезды.
В 1939 году был назначен на должность командира 29-го танкового полка (15-я танковая дивизия), после чего принимал участие в походах в Западную Украину и Бессарабию. В феврале 1941 года был назначен на должность командира 15-й танковой дивизии (16-й механизированный корпус, Харьковский военный округ).

### Великая Отечественная война
С началом войны дивизия под командованием Полозкова вела оборонительные боевые действия в междуречье рек Прут и Днепр, а в сентябре — на левобережье Днепра.
С 27 октября по 14 ноября 1941 года Полозков был офицером связи при командующем войсками Западного фронта генерале армии Г. К. Жукове. В ноябре был назначен на должность заместителя командующего 49-й армией по автобронетанковым войскам, которая вела оборонительные сражения на серпуховском направлении, а также принимала участие в ходе Тульской оборонительной, Тульской наступательной и Калужской наступательной операций.
В марте 1942 года был назначен на должность командира 195-й танковой бригады, в июле — на должность заместителя командующего 4-й армии по автобронетанковым войскам, в декабре — на должность начальника автомобильного управления штаба Волховского фронта, а в мае 1943 года — на должность заместителя командира 2-го гвардейского танкового корпуса, после чего принимал участие в ходе Ельнинско-Дорогобужской наступательной операции, а также при освобождении Ельни.
24 декабря 1943 года генерал-майор танковых войск Василий Иудович Полозков был назначен на должность командира 18-го танкового корпуса, который вёл боевые действия в ходе Кировоградской наступательной операции, а также при освобождении Кировограда. В январе 1944 года в ходе Корсунь-Шевченковской наступательной операции корпус в районе Звенигородки соединился с 6-й танковой армией, после чего было завершено окружение крупной группировки противника. В марте — апреле корпус вёл боевые действия в ходе Уманско-Ботошанской и Ясско-Кишиневской наступательных операций, а также при освобождении города Хуши, а вскоре успешно развил наступление на Бухарест, в ходе которого генерал-майор танковых войск Василий Иудович Полозков был тяжело ранен (автомобиль с ним подорвался на мине) и умер от ран 27 августа 1944 года. Похоронен в городе Бельцы.

## Награды
- орден Ленина (13.09.1944);
- орден Суворова II степени (27.04.1944);
- Орден Отечественной войны II степени (09.11.1943);
- Орден Красной Звезды;
- Юбилейная медаль «XX лет Рабоче-Крестьянской Красной Армии».